# Pericrocotus montanus
Pericrocotus montanus är en fågelart i familjen gråfåglar inom ordningen tättingar. Den betraktas oftast som underart till gråstrupig minivett (Pericrocotus solaris), men urskiljs sedan 2016 som egen art av Birdlife International och IUCN. Den kategoriseras av IUCN som livskraftig.
Fågeln delas in i två underarter med följande utbredning:
- P. m. montanus – södra Malackahalvön och västra Sumatra
- P. m. cinereigula – norra och centrala Borneo, nyligen också upptäckt i Meratusbergen i sydöstra Kalimantan